# Melanotmethis fuscipennis
Melanotmethis fuscipennis är en insektsart som först beskrevs av Ludwig Redtenbacher 1889.  Melanotmethis fuscipennis ingår i släktet Melanotmethis och familjen Pamphagidae.

## Underarter
Arten delas in i följande underarter:
- M. f. fuscipennis
- M. f. unicolor